# Stimmhafte postalveolare Affrikate
Mit dem Begriff stimmhafte postalveolare Affrikate bezeichnet man in der Phonetik und generell in der Linguistik die Affrikate [dʒ]. Ihr erster Bestandteil [d] wird an den Alveolen, dem Zahndamm, gebildet, der zweite [ʒ] etwas hinter dem Zahndamm, daher die Bezeichnung postalveolar. Die Kombination [dʒ] wird stimmhaft, d. h. mit Schwingung der Stimmbänder produziert. Im Unterschied dazu wird die Affrikate [tʃ] in Matsch stimmlos gebildet. In der Phonetik wird die Frage, ob es sich bei Affrikaten um nur einen Laut oder um eine Lautkombination handelt, je nach theoretischem Hintergrund unterschiedlich beantwortet.
Im Deutschen erscheint die stimmhafte postalveolare Affrikate im Anlaut des Wortes Dschungel und im Inlaut von Loggia. Die stimmhafte postalveolare Affrikate kommt im Deutschen damit nicht in allen Wortpositionen vor. Sie wird mit der Buchstabenkombination dsch schriftlich wiedergegeben; bei Wörtern mit sehr deutlichem Fremdwortcharakter kommen auch andere Schreibweisen vor (vgl. Loggia).